# Maria Höfl-Riesch

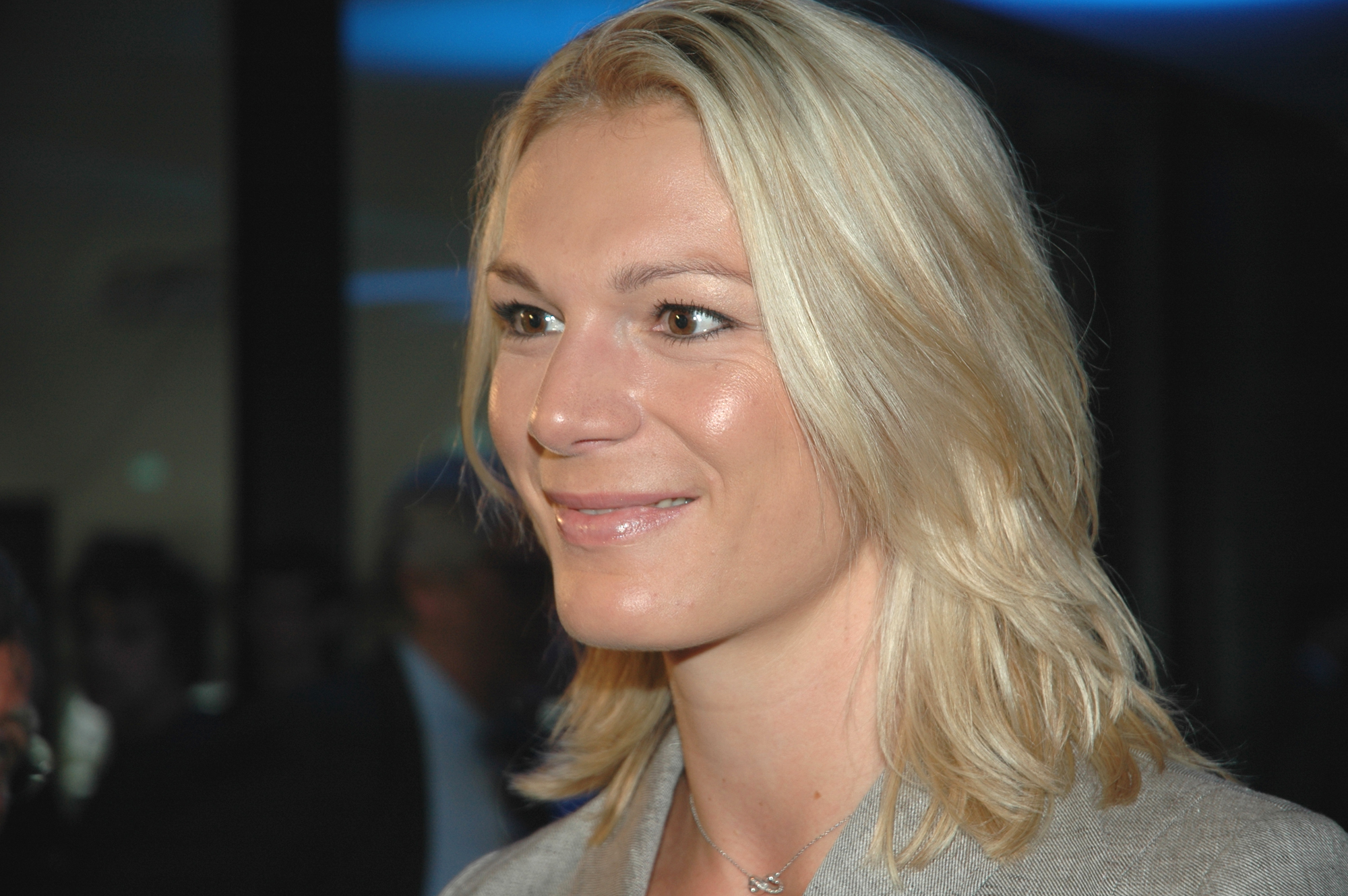
Maria Höfl-Riesch (2013)

Maria Höfl-Riesch (* 24. November 1984 in Garmisch-Partenkirchen als Maria Riesch) ist eine ehemalige deutsche Skirennläuferin. Sie galt als Allrounderin und gehörte in ihrer aktiven Zeit zu den erfolgreichsten Athletinnen im alpinen Skirennen. Zu ihren größten Erfolgen zählen die drei Olympiasiege bei den Olympischen Winterspielen 2010 in Vancouver und 2014 in Sotschi, der Gewinn der Gesamtwertung des Alpinen Skiweltcups in der Saison 2010/11 und jeweils einer Goldmedaille bei den Weltmeisterschaften 2009 und 2013. Hinzu kommen der fünfmalige Gewinn einer Weltcup-Disziplinenwertung und fünf Juniorenweltmeistertitel. In vier von fünf Disziplinen konnte sie Weltcuprennen gewinnen. In der Liste der alpinen Skisport-Olympiasieger ist sie die Bestplatzierte Deutschlands, in der Bestenliste des Damen-Weltcups ist sie nach Katja Seizinger mit 27 Siegen die zweitbeste Deutsche. Bei den deutschen WM-Teilnehmerinnen nimmt sie mit sechs Podiums-Platzierungen nach Christl Cranz und Rosi Mittermaier Platz drei ein.

## Biografie

### Juniorenzeit
Maria Riesch begann bereits im Alter von drei Jahren mit Skifahren. Zwei Jahre später wurde sie Mitglied im Skiclub Partenkirchen. Nach ersten Erfolgen in regionalen Kinderrennen fuhr sie in der Saison 1998/99 bei den Deutschen Schülermeisterschaften auf den zweiten Platz. Hier wurden die Trainer des DSV auf Riesch aufmerksam und nahmen sie in der Folgesaison in den C/D-Kader des Verbandes auf. Als 15-Jährige bestritt sie im Dezember 1999 ihre ersten FIS-Rennen.
Ihr erster Einsatz im Europacup folgte bereits drei Monate später und im März 2000 konnte sie erstmals ein FIS-Rennen für sich entscheiden. Bei den Juniorenweltmeisterschaften 2001 in Verbier gewann Riesch die Goldmedaille in der Kombination, die Silbermedaille im Super-G und die Bronzemedaille in der Abfahrt. Kurz darauf, am 16. Februar 2001, debütierte sie im Weltcup und fuhr beim Super-G von Garmisch-Partenkirchen gleich auf Platz 20. Zum Abschluss der Saison wurde sie Deutsche Meisterin in der Abfahrt und im Super-G.
In der Saison 2001/02 kam Riesch im Weltcup nur sporadisch zum Einsatz, das beste Ergebnis war wiederum ein 20. Platz. Das Hauptaugenmerk lag auf dem Europacup: Mit fünf Siegen und drei weiteren Podestplätzen entschied sie sowohl die Gesamtwertung als auch die Abfahrts-Disziplinenwertung für sich. Riesch gewann bei den Juniorenweltmeisterschaften 2002 die Goldmedaille im Super-G und die Silbermedaille im Slalom. Sie verteidigte auch den Deutschen Abfahrts-Meistertitel. 2002 wurde ihr außerdem der Bayerische Sportpreis in der Kategorie „Herausragende Nachwuchssportlerin“ verliehen.
Riesch kam in der Saison 2002/03 wieder vermehrt im Weltcup zum Einsatz, wobei sie vor allem zu Beginn des Winters oft ausschied. Am 22. Dezember 2002 gelang ihr in Lenzerheide in der Kombination mit Platz drei die erste Weltcup-Podestplatzierung. Im März 2003 stieß sie auch in Einzelrennen erstmals unter die besten Zehn vor. Auch bei den Juniorenweltmeisterschaften 2003 in Serre Chevalier war sie erfolgreich. Zum zweiten Mal wurde sie Juniorenweltmeisterin in der Kombination, hinzu kam die Bronzemedaille im Riesenslalom.

### Aufstieg zur Weltspitze und Verletzungssorgen
Nach dem Abitur im Sommer 2003 konnte sich Riesch nun ganz auf den Skisport konzentrieren. Im Laufe der Saison 2003/04 konnte sie ihre Ausfallquote deutlich verringern. Sie klassierte sich regelmäßig unter den besten Zehn und etablierte sich in der alpinen Weltspitze. Am 30. Januar 2004 konnte Riesch in der Abfahrt von Haus im Ennstal ihren ersten Weltcupsieg feiern, zwei Tage später doppelte sie im Super-G nach. Vier Wochen später gewann sie auch den Weltcupslalom von Levi. In der Weltcup-Gesamtwertung belegte sie den dritten Platz und bestätigte damit ihre Allroundqualitäten. Bei den Juniorenweltmeisterschaften 2004 in Maribor kamen in Abfahrt und Riesenslalom zwei weitere Goldmedaillen hinzu.
Anschließend hatte sie mit großem Verletzungspech zu kämpfen. Im November 2004 zog sie sich beim Training eine Schulterfraktur zu und musste mehrere Wochen pausieren. Am 21. Dezember ging sie wieder an den Start und fuhr im Super-G von St. Moritz auf den dritten Platz. Beim Super-G am 12. Januar 2005 auf der Olimpia delle Tofane in Cortina d’Ampezzo stürzte sie schwer und erlitt einen Kreuzbandriss am rechten Knie. Damit war die Saison vorzeitig beendet.
Die Vorbereitung auf die Saison 2005/06 verlief alles andere als optimal. Beim Training in Neuseeland erlitt Riesch im September 2005 eine Verletzung am Schienbeinkopf, einen Monat später kam in Sölden ein Bruch des Mittelhandknochens hinzu. Als Folge davon begann die Saison mit eher mäßigen Ergebnissen. Am 10. Dezember 2005 stürzte Riesch beim Riesenslalom von Aspen und zog sich schwere Verletzungen am linken Knie zu (Kreuzbandriss, Meniskusschaden, Knorpelverletzungen und Knochenstauchung). Damit war ihre Olympiasaison nach nur sechs Rennen beendet.

### Weltmeisterin und Doppelolympiasiegerin
In der Saison 2006/07 feierte Riesch ihr Comeback. Etwas überraschend gewann sie die erste Abfahrt des Winters in Lake Louise. Dies blieb zwar ihre einzige Podestplatzierung in dieser Saison, doch sie konnte sich mit mehreren Top-10-Ergebnissen wieder nahe der Weltspitze etablieren. Bei den Weltmeisterschaften 2007 war der siebte Platz in der Super-Kombination ihr bestes Ergebnis. Hinzu kam der dritte deutsche Abfahrtsmeistertitel. In der Saison 2007/08 fand sie endgültig zu ihrer alten Stärke zurück. Sie gewann zwei Rennen, jeweils dreimal wurde sie Zweite und Dritte. Ihr Sieg bei der Super-Kombination von Whistler Mountain am 24. Februar bedeutete den ersten Sieg für den DSV in dieser Disziplin. Darüber hinaus gewann sie die Weltcup-Disziplinenwertung in der Super-Kombination und im Super-G. Im letzten Rennen der Saison wurde sie von Nicole Hosp noch vom zweiten auf den dritten Platz der Gesamtwertung verdrängt.
Während der Saison 2008/09 konnte Riesch ihr Leistungsniveau in den schnellen Disziplinen halten. Zusätzlich avancierte sie zur Seriensiegerin im Slalom, als sie in dieser Disziplin vier Weltcuprennen in Folge gewinnen konnte. Bei den Weltmeisterschaften 2009 in Val-d’Isère gewann sie die Goldmedaille im Slalom und wurde Vierte in der Super-Kombination. Am 7. März stand sie in Ofterschwang schon vor dem letzten Rennen der Saison als Siegerin des Slalomweltcups 2008/09 fest. In der Saison 2009/10 erzielte Riesch 14 Podestplätze, was in der Gesamtwertung erneut den zweiten Platz ergab. Mit einem Sieg sowie je zwei zweiten und dritten Plätzen stand sie erneut als Siegerin der Slalom-Disziplinenwertung fest. Höhepunkt der Saison waren die Olympischen Winterspiele 2010 in Vancouver. Bei den olympischen Rennen, die in Whistler stattfanden, gewann Riesch am 18. Februar die Goldmedaille in der Super-Kombination, nachdem sie am Vortag in der Abfahrt Achte geworden war. Ein weiterer achter Platz folgte am 21. Februar im Super-G, am 25. Februar ein zehnter Platz im Riesenslalom. Im Slalom gewann sie am 26. Februar eine zweite Goldmedaille. Als erster Starterin bei Olympischen Winterspielen gelang es ihr, in allen fünf alpinen Skirennen unter die ersten Zehn zu fahren. Bundespräsident Horst Köhler verlieh ihr am 30. April 2010 für ihre Leistungen das Silberne Lorbeerblatt. Am 19. Dezember 2010 erhielt sie zudem die Auszeichnung als Sportlerin des Jahres, sie setzte sich knapp gegen die Biathletin Magdalena Neuner durch.

### Knapp gewonnenes Duell um den Gesamtweltcup
Beim ersten Slalom der Saison 2010/11 wurde sie Zweite, es folgten noch drei weitere zweite Plätze vor ihrem ersten Slalomsieg der Saison in Flachau. Noch erfolgreicher war sie in der Abfahrt, indem sie die ersten beiden Rennen in Lake Louise gewann. Auch im fünften Abfahrtsrennen in Cortina d’Ampezzo war sie siegreich, wodurch sie einen beachtlichen Vorsprung auf Lindsey Vonn, der Königin der drei vorangegangenen Winter, herausgefahren hatte. In ihrer bisher schwächsten Disziplin Riesenslalom zeigte sie sich mit zahlreichen Top-Ten-Resultaten stark verbessert und verfehlte kurz vor Jahreswechsel am Semmering den ersten Sieg als Zweite hinter Tessa Worley nur knapp.
Bei den Weltmeisterschaften in ihrer Heimatgemeinde Garmisch-Partenkirchen gewann Riesch im ersten Rennen, dem Super-G, die Bronzemedaille. Im zweiten Wettbewerb, der Super-Kombination, in der sie als Topfavoritin galt, musste sie sich grippegeschwächt mit Platz 11 begnügen. In der Abfahrt gewann sie wiederum Bronze, im Slalom wurde sie Vierte. Zum Ende der Weltcupsaison hin verringerte sich Rieschs Punktevorsprung in der Gesamtwertung kontinuierlich, da Vonn eine Aufholjagd startete. Beim Weltcupfinale in Lenzerheide übernahm ihre Konkurrentin nach der Abfahrt die Führung mit 27 Punkten Vorsprung. Nach dem witterungsbedingt ausgefallenen Super-G wurde Riesch im Slalom Vierte und zog mit drei Punkten Vorsprung wieder an Vonn vorbei. Da auch der abschließende Riesenslalom abgesagt werden musste, war Riesch nicht mehr einzuholen. Damit war sie die dritte Deutsche nach Rosi Mittermaier (1975/76) und Katja Seizinger (1995/96, 1997/98), die den Gesamtweltcup gewonnen hatte.
Es war die bislang prozentual knappste Entscheidung im Weltcup, knapper noch als die zwei Punkte zwischen Benjamin Raich und Aksel Lund Svindal in der Saison 2008/2009, da Höfl-Riesch ihren Gesamtsieg mit 1728 Punkten erzielte, Svindal 2009 mit 1009 Punkten.
Beim vorgenannten Saisonfinale gewann sie außerdem am 20. März 2011 im deutschen Team den nur zum Nationencup zählenden Teambewerb vor Italien und Österreich.

### Weiterer Weltmeistertitel

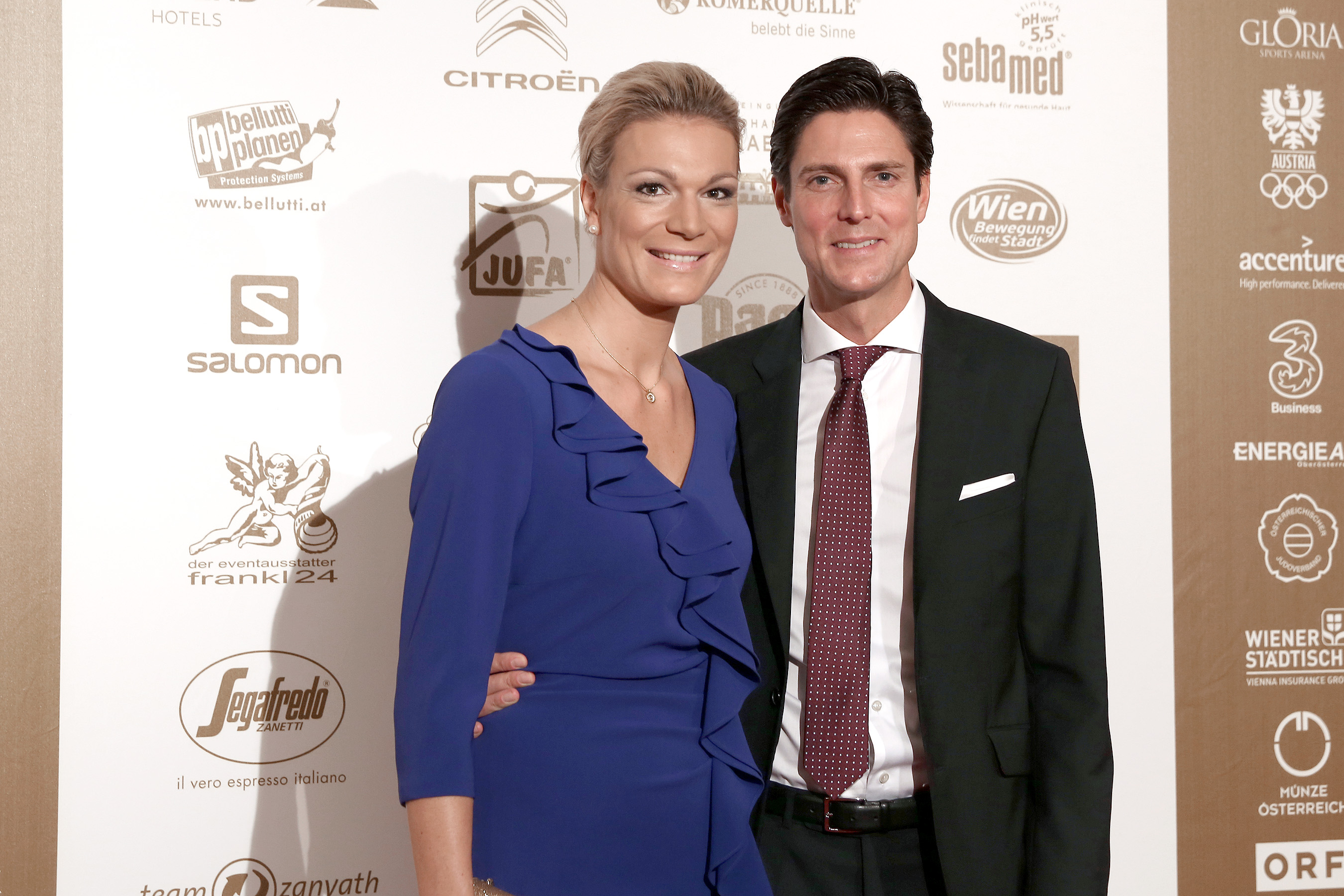
Höfl-Riesch mit ihrem Ehemann Marcus Höfl (2014)

Im Frühjahr 2010 gaben Riesch und ihr Manager Marcus Höfl bekannt, dass sie liiert sind. Am 14. April 2011 erfolgte in Garmisch-Partenkirchen die standesamtliche Trauung, am 16. April die kirchliche Trauung in Going am Wilden Kaiser. Seitdem startete sie unter dem Namen Höfl-Riesch.
In der Saison 2011/12 konnte Höfl-Riesch das sehr hohe Niveau des Vorwinters nicht halten. Vor allem zu Beginn zeigte sie ungewohnte Schwächen, außerdem hatte sie in ihrer bisherigen Paradedisziplin Slalom vier Ausfälle zu verzeichnen. Der erste Saisonsieg ließ bis Ende Januar 2012 auf sich warten (Super-Kombination in St. Moritz). In Krasnaja Poljana gewann sie dann die „Generalprobe“ der Olympiaabfahrt von 2014. In Åre folgte noch ein Slalomsieg. Am Saisonende war sie Dritte der Gesamtwertung.
Höfl-Riesch entschied zu Beginn der Saison 2012/13 den Slalom von Levi für sich, erreichte aber in den folgenden drei Monaten nur noch einen weiteren Podestplatz. Zwar etablierte sie sich auf dem zweiten Platz der Gesamtwertung, doch verlor sie gegenüber der überragenden Tina Maze rasch an Boden und lag Ende Januar bereits mehr als 800 Punkte zurück. Nachdem sie kurz vor Beginn der Weltmeisterschaften 2013 zweimal hintereinander in einem Weltcupslalom ausgeschieden war, wurde sie am 8. Februar 2013 in Schladming vor Maze Weltmeisterin in der Super-Kombination. Zwei Tage später gewann sie die Bronzemedaille in der Abfahrt, wie schon zwei Jahre zuvor in Garmisch-Partenkirchen. Mit der Mannschaft reichte es am 12. Februar 2013 ebenfalls für Bronze. In den letzten Weltcuprennen nach den Weltmeisterschaften folgten noch drei Podestplätze. In der Endabrechnung der Weltcupsaison wurde sie Zweite mit einem Rückstand von 1.313 Punkten auf Tina Maze.

### Dritter Olympiasieg und Rücktritt
Die Saison 2013/14 verlief mit insgesamt neun Podestplätzen, davon drei Siegen in der Abfahrt, wieder deutlich besser für sie. Mit dem dritten Platz bei der Abfahrt in Zauchensee war Höfl-Riesch die erste Läuferin, die sowohl im Slalom als auch in der Abfahrt jeweils 25 Podestplatzierungen bei Weltcuprennen erzielt hat. Gleichzeitig überholte sie mit insgesamt 77 Podestplatzierungen Katja Seizinger als beste deutsche Läuferin in dieser Statistik. Bei den Olympischen Winterspielen 2014 in Sotschi war sie bei der Eröffnungsfeier Fahnenträgerin des deutschen Teams. In der Super-Kombination wurde sie Olympiasiegerin, im Super-G gewann sie die Silbermedaille, und im Slalom wurde sie Vierte. In der Weltcup-Gesamtwertung lag sie vor den Olympischen Spielen deutlich in Führung; danach rückte ihr Anna Fenninger mit Spitzenplätzen in Abfahrt, Super-G und Riesenslalom immer näher, sodass sich für das Weltcup-Finale ein Duell der beiden Läuferinnen, die mit jeweils einer Gold- und einer Silbermedaille aus Sotschi heimgereist waren, anbahnte.
Am 12. März 2014 sicherte sich Höfl-Riesch trotz eines schweren Sturzes in der letzten Abfahrt der Saison in Lenzerheide die kleine Kristallkugel im Abfahrts-Weltcup. Wegen der bei diesem Sturz erlittenen Verletzungen musste sie die Saison dann vorzeitig beenden und den Kampf um die Weltcup-Gesamtwertung aufgeben. Am 20. März 2014 gab sie ihr Karriereende bekannt.
Am 21. Dezember 2014 wurde sie erneut zur Sportlerin des Jahres gewählt. Für ihre Leistung bei den Olympischen Spielen wurde sie am 8. Mai 2014 von Bundespräsident Joachim Gauck erneut mit dem Silbernen Lorbeerblatt ausgezeichnet.
Von 2008 bis 2014, also in sieben aufeinander folgenden Jahren, kam Höfl-Riesch immer unter die ersten drei der Weltcup-Gesamtwertung, was außer ihr bisher nur Gustav Thöni, Pirmin Zurbriggen, Katja Seizinger, Benjamin Raich und Marcel Hirscher gelang.

## Erfolge

### Olympische Spiele
- Vancouver 2010: 1. Slalom, 1. Super-Kombination, 8. Abfahrt, 8. Super-G, 10. Riesenslalom
- Sotschi 2014: 1. Super-Kombination, 2. Super-G, 4. Slalom, 13. Abfahrt

### Weltmeisterschaften
- St. Moritz 2003: 5. Kombination, 17. Abfahrt
- Åre 2007: 7. Super-Kombination, 9. Abfahrt, 10. Super-G, 23. Riesenslalom
- Val-d’Isère 2009: 1. Slalom, 4. Super-Kombination, 8. Super-G, 10. Abfahrt, 28. Riesenslalom
- Garmisch-Partenkirchen 2011: 3. Abfahrt, 3. Super-G, 4. Slalom, 11. Super-Kombination
- Schladming 2013: 1. Super-Kombination, 3. Abfahrt, 3. Mannschaftswettbewerb, 9. Riesenslalom

### Weltcupwertungen
Höfl-Riesch gewann fünf Disziplinenwertungen im Weltcup: Kombination und Super-G in der Saison 2007/08, Slalom in den Saisons 2008/09 und 2009/10 sowie Abfahrt in der Saison 2013/14. In der Saison 2010/11 gewann sie zudem den Gesamtweltcup.
| Saison  | Gesamt | Gesamt | Abfahrt | Abfahrt | Super-G | Super-G | Riesenslalom | Riesenslalom | Slalom | Slalom | Kombination | Kombination | City Event * | City Event * |
| Saison  | Platz  | Punkte | Platz   | Punkte  | Platz   | Punkte  | Platz        | Punkte       | Platz  | Punkte | Platz       | Punkte      | Platz        | Punkte       |
| ------- | ------ | ------ | ------- | ------- | ------- | ------- | ------------ | ------------ | ------ | ------ | ----------- | ----------- | ------------ | ------------ |
| 2000/01 | 109.   | 11     | -       | -       | 42.     | 11      | -            | -            | -      | -      | -           | -           | -            | -            |
| 2001/02 | 96.    | 21     | -       | -       | -       | -       | 50.          | 11           | 46.    | 10     | -           | -           | -            | -            |
| 2002/03 | 32.    | 232    | 14.     | 115     | 37.     | 24      | 42.          | 11           | 40.    | 22     | 3.          | 60          | -            | -            |
| 2003/04 | 3.     | 977    | 7.      | 283     | 5.      | 338     | 18.          | 111          | 9.     | 245    | -           | -           | -            | -            |
| 2004/05 | 43.    | 168    | 27.     | 48      | 26.     | 60      | 32.          | 48           | 44.    | 12     | -           | -           | -            | -            |
| 2005/06 | 69.    | 62     | 44.     | 29      | 35.     | 26      | 49.          | 7            | -      | -      | -           | -           | -            | -            |
| 2006/07 | 14.    | 487    | 7.      | 225     | 18.     | 118     | 22.          | 60           | 25.    | 72     | -           | -           | -            | -            |
| 2007/08 | 3.     | 1146   | 9.      | 224     | 1.      | 374     | 25.          | 39           | 8.     | 294    | 1.          | 260         | -            | -            |
| 2008/09 | 2.     | 1424   | 3.      | 292     | 10.     | 171     | 15.          | 141          | 1.     | 670    | 4.          | 150         | -            | -            |
| 2009/10 | 2.     | 1516   | 2.      | 556     | 9.      | 148     | 8.           | 203          | 1.     | 493    | 5.          | 80          | -            | -            |
| 2010/11 | 1.     | 1728   | 2.      | 457     | 2.      | 389     | 8.           | 192          | 3.     | 470    | 3.          | 205         | 9.           | 15           |
| 2011/12 | 3.     | 1227   | 4.      | 379     | 6.      | 225     | 16.          | 133          | 7.     | 330    | 4.          | 110         | 4.           | 50           |
| 2012/13 | 2.     | 1101   | 3.      | 272     | 5.      | 251     | 6.           | 213          | 9.     | 315    | 9.          | 50          | 15.          | 15           |
| 2013/14 | 2.     | 1180   | 1.      | 504     | 5.      | 216     | 14.          | 166          | 5.     | 235    | 3.          | 60          | -            | -            |

* Die City-Event-Punkte wurden in der Saison 2012/13 für den Slalomweltcup gewertet.

### Weltcupsiege
Höfl-Riesch gelangen 81 Podestplätze in Einzelrennen, davon 27 Siege:
| Datum             | Ort                    | Land        | Disziplin         |
| ----------------- | ---------------------- | ----------- | ----------------- |
| 30. Januar 2004   | Haus im Ennstal        | Österreich  | Abfahrt           |
| 1. Februar 2004   | Haus im Ennstal        | Österreich  | Super-G           |
| 29. Februar 2004  | Levi                   | Finnland    | Slalom            |
| 1. Dezember 2006  | Lake Louise            | Kanada      | Abfahrt           |
| 21. Januar 2008   | Cortina d’Ampezzo      | Italien     | Super-G           |
| 24. Februar 2008  | Whistler               | Kanada      | Super-Kombination |
| 14. Dezember 2008 | La Molina              | Spanien     | Slalom            |
| 29. Dezember 2008 | Semmering              | Österreich  | Slalom            |
| 4. Januar 2009    | Zagreb                 | Kroatien    | Slalom            |
| 11. Januar 2009   | Maribor                | Slowenien   | Slalom            |
| 20. Februar 2009  | Tarvisio               | Italien     | Super-Kombination |
| 14. November 2009 | Levi                   | Finnland    | Slalom            |
| 30. Januar 2010   | St. Moritz             | Schweiz     | Abfahrt           |
| 10. März 2010     | Garmisch-Partenkirchen | Deutschland | Abfahrt           |
| 3. Dezember 2010  | Lake Louise            | Kanada      | Abfahrt           |
| 4. Dezember 2010  | Lake Louise            | Kanada      | Abfahrt           |
| 11. Januar 2011   | Flachau                | Österreich  | Slalom            |
| 22. Januar 2011   | Cortina d’Ampezzo      | Italien     | Abfahrt           |
| 25. Februar 2011  | Åre                    | Schweden    | Super-Kombination |
| 27. Februar 2011  | Åre                    | Schweden    | Super-G           |
| 29. Januar 2012   | St. Moritz             | Schweiz     | Super-Kombination |
| 18. Februar 2012  | Krasnaja Poljana       | Russland    | Abfahrt           |
| 10. März 2012     | Åre                    | Schweden    | Slalom            |
| 10. November 2012 | Levi                   | Finnland    | Slalom            |
| 6. Dezember 2013  | Lake Louise            | Kanada      | Abfahrt           |
| 7. Dezember 2013  | Lake Louise            | Kanada      | Abfahrt           |
| 24. Januar 2014   | Cortina d’Ampezzo      | Italien     | Abfahrt           |

Hinzu kommt ein Sieg bei Mannschaftswettbewerben.

### Europacup
- Saison 2001/02: Gesamtsiegerin, 1. Abfahrtswertung, 7. Super-G-Wertung, 8. Slalomwertung, 9. Riesenslalomwertung
- 8 Podestplätze, davon 5 Siege

### Juniorenweltmeisterschaften
- Québec 2000: 24. Slalom, 37. Riesenslalom
- Verbier 2001: 1. Kombination, 2. Super-G, 3. Abfahrt, 13. Riesenslalom, 14. Slalom
- Tarvisio 2002: 1. Super-G, 2. Slalom, 6. Abfahrt
- Puy Saint-Vincent 2003: 1. Kombination, 3. Riesenslalom, 4. Abfahrt, 5. Slalom
- Maribor 2004: 1. Abfahrt, 1. Riesenslalom

### Deutsche Meisterschaften
Höfl-Riesch ist fünffache Deutsche Meisterin:
- Abfahrt (2001, 2002 und 2007)
- Super-G (2001 und 2004)

## Persönliches
Höfl-Riesch ist eine Nichte des Bobfahrers und Olympiasiegers Wolfgang Zimmerer. Ihr Vater Siegfried Riesch war von 2012 bis 2024 Präsident des Fußballvereins 1. FC Garmisch-Partenkirchen, bei dem auch ihr Bruder Matthias Riesch Fußball spielte. Ihre jüngere Schwester Susanne Riesch war ebenfalls Skirennläuferin. Als Schülerin ging Maria Höfl-Riesch in dieselbe Klasse wie Felix Neureuther.
Von 2006 bis 2008 war sie mit dem Eishockeyspieler Marco Ludwig liiert. 2010 begann sie eine Beziehung mit Marcus Höfl, der auch ihr Manager ist. Das Paar heiratete am 14. April 2011. Im August 2024 gab das Paar die Trennung bekannt; die Ehe wurde Anfang Januar 2025 geschieden. Kurz nach der Trennung wurde ihre Beziehung mit dem Kreuzfahrtschiffsmanager Johann Schrempf bekannt.
Bereits während ihrer aktiven Karriere begann sie vereinzelt im Fernsehen aufzutreten. So hatte sie 2004 eine Gastrolle in einer Folge der TV-Seifenoper Marienhof. 2008 spielte sie sich selbst in Folge 666 der Telenovela Sturm der Liebe. 2022 spielte sie in der Traumschiff-Folge „Lappland“ mit.
Während ihrer Ski-Karriere wurde Höfl-Riesch als Mitglied des Zoll-Skiteams Hauptwachtmeisterin der Bundeszollverwaltung.
Höfl-Riesch und ihr Ehemann brachten eine eigene Winterkollektion auf den Markt. Im Oktober 2012 veröffentlichte sie ihre Autobiografie Geradeaus: Höhen und Tiefen meines Lebens. Von 2014 bis 2019 war sie als Ski-Expertin bei der ARD tätig. Maria Höfl-Riesch unterstützt die Organisationen Ein Herz für Kinder und Innocence in Danger sowie Laureus Sport for Good.
Höfl-Riesch ist seit 2013 Mitglied des Kuratoriums der DFL Stiftung. Sie präsentierte im Rahmen des Supercups, welcher unter dem Motto „Spitzensport verbindet“ stand, die Trophäe des Wettbewerbs.

## Auszeichnungen
- 2004: Juniorsportlerin des Jahres
- 2009: 3. Platz bei der Wahl zur Sportlerin des Jahres
- 2009: Winterstar des Bayerischen Rundfunks in der Kategorie Beste Wintersportlerin
- 2010: Silbernes Lorbeerblatt, verliehen durch Bundespräsident Horst Köhler
- 2010: Sportlerin des Jahres
- 2011: 3. Platz bei der Wahl zur Sportlerin des Jahres
- 2013: 3. Platz bei der Wahl zur Sportlerin des Jahres
- 2014: Sportlerin des Jahres
- 2014: Silbernes Lorbeerblatt, verliehen durch Bundespräsident Joachim Gauck
- 2015: Medaille für besondere Verdienste um Bayern in einem Vereinten Europa
- 2018: Bayerischer Jahrhundert-Sportpreis des Bayerischen Ministerpräsidenten
- 2022: Bayerischer Verdienstorden[33]